# Miconia hexapetala
Miconia hexapetala är en tvåhjärtbladig växtart som beskrevs av John Julius Wurdack. Miconia hexapetala ingår i släktet Miconia och familjen Melastomataceae. Inga underarter finns listade i Catalogue of Life.